# Graciana Xarra
Graciana Xarra (Urdax, Navarra, S.XVI-Logroño, 1 de noviembre de 1610)  fue una presunta bruja de Navarra, una de las brujas de Zugarramurdi.

## Biografía
Era la directora del hospital de peregrinos de su pueblo. Estuvo casada con el pastor Martín de Borda. Fue detenida en 1609 por el inquisidor Juan del Valle Alvarado, bajo la acusación de practicar brujería y de haber participado en el akelarre de Zugarramurdi. Fue enviada a la prisión del Santo Oficio en Logroño, donde fue interrogada. De los siete mil acusados en los "juicios a la brujería vasca", seis fueron ejecutados en la hoguera,   siendo GX una de ellas. Se les condenó a la pena capital por negarse a confesar, arrepentirse y pedir perdón. Habían sido acusados por varios testigos. Los otros cinco ejecutados en el Auto de fe con ella fueron Domingo de Subildegui, María de Echachute, Maria Baztán de Borda, Maria de Arburu y Petri de Joangorena. Además, de los seis, ardieron las efigies de otros cinco condenados, que ya habían muerto en la prisión logroñesa.